# Gurania simplicifolia
Gurania simplicifolia là một loài thực vật có hoa trong họ Cucurbitaceae. Loài này được (Steyerm.) C.Jeffrey mô tả khoa học đầu tiên năm 1978.